# Памятник Масловскому Виктору Николаевичу
Памятник Масловскому Виктору Николаевичу — один из памятников, расположенных в Ленинском районе города Донецк.
Памятник герою был открыт 9 мая 1965 года у проходной металлургического завода, в самом центре исторической Масловки. Автором его числится И. Кауфман, хотя на самом деле, памятник — это обычный 120-миллиметровый [миномет], установленный на трапециевидный постамент.
На постаменте имеется мемориальная доска с надписью: «Масловский Виктор Николаевич. 1904—1943 гг. Гвардии полковник. Командир арт. минометного полка 4-го Украинского фронта», установленная в 1965 году.

## Виктор Николаевич Масловский
Виктор Николаевич Масловский — командир 183-го полка Гвардейского артиллерийско-минометного полка, с освободительными боями прошедшего по югу нашей области в составе 4-го Гвардейского Кубанского казачьего кавалерийского корпуса.
Полковник Масловский умер в Донецке, в госпитале, находившимся в Ленинском районе, вследствие тяжелого ранения. На момент гибели полковнику Масловскому шел 40-й год. Похоронен рядом с проходной металлургического завода. На могиле установлен памятник — миномет на постаменте. В честь В. Н. Масловского в Донецке названа улица, а также его имя носит общеобразовательная школа № 29, расположенная недалеко от места захоронения.